# Andriej Okuńkow
Andriej Jurjewicz Okuńkow (ros. Андрей Юрьевич Окуньков) (ur. 26 czerwca 1969 w Moskwie) – rosyjski matematyk, laureat Medalu Fieldsa z 2006 roku. 
Zajmuje się teorią reprezentacji i jej zastosowaniem w geometrii algebraicznej, fizyce matematycznej, teorii prawdopodobieństwa oraz funkcjach specjalnych.

## Życiorys
W roku 1995 uzyskał doktorat na Uniwersytecie Moskiewskim u Aleksandra Kiriłłowa. Od roku 2010 jest profesorem Uniwersytetu Columbia. W latach 2001–2010 wykładał na Uniwersytecie Princeton. Wcześniej pracował w Institute for Advanced Study w Princeton, na Uniwersytecie Chicagowskim oraz na Uniwersytecie Kalifornijskim w Berkley
Laureat Nagrody EMS z 2004 roku. W 2006 na 25. Międzynarodowym Kongresie Matematycznym, który odbył się w Madrycie, otrzymał Medal Fieldsa. 
W 2018 roku wygłosił wykład plenarny na Międzynarodowym Kongresie Matematyków w Rio de Janeiro.